# イニング
イニング（英: inning（野球など）、innings（クリケット））は、スポーツ、特に野球・ソフトボール・クリケット・ビリヤードにおいて、攻撃を行う間の試合の部分である。
他の多くのスポーツでは、試合の長さは、それぞれのスポーツのルールによって定められた時間が経過する、または一方のチームが規定の得点を取るまで、ボールまたは同じような用具を使うことによって攻撃と防御の役割が活動的に入れ替わる。しかし、冒頭に挙げた4つの競技では、1つのチームは攻撃側として点数を取ることを試み（どちらのスポーツでも得点となる）、もう1つのチームは守備側として攻撃を行うチームの得点を防ぎ、アウトを獲得する。守備側のチームが決められた数のアウトを取った場合に攻守を交代し、経過時間とは関係なく試合が進行する。

## 野球
野球におけるイニングは日本語では「回（かい）」と呼ばれる。「表（おもて、英語ではtop）」と「裏（うら、bottom）」の2つから構成される（厳密に言えば「表 (top)」「表裏の間 (middle)」「裏 (bottom)」「回の終わり (end)」の4つ）。それぞれ、一方のチームが3つのアウトを取られるまで攻撃（バッティング）を行い、他方のチームは守備を行う。1つのイニングは6つのアウト、各チームに3つずつのアウトから構成される。先攻チームは常にイニングの最初である「表」に攻撃を行い、後攻チームは常に「裏」に攻撃を行う。メジャーリーグや日本プロ野球などでは、ビジターチームが先攻、ホームチームが後攻とされている。
野球の得点は試合中に減点されることはなく（ルールによって得点が取り消しになった場合を除く）、攻守が明確に分かれているため、先攻チームの攻撃終了時点か後攻チームの攻撃中に後攻チームがリードしている（相手チームより多くの得点を取っている）場合には、後攻チームの攻撃（攻撃終了）を待たずにイニングが成立する。
よって、最終イニング（多くの場合最終イニングは9回であるが、ルールにより異なることがある（ソフトボール・少年野球の多くは7回。リトルリーグ・ボーイズリーグ小学生の部は6回））の表の攻撃が終了した時点で後攻チームがリードしている場合には、後攻チームの勝利は確定していることになり、最終回裏を行わずに、直ちに後攻チームの勝利（スコアボードの後攻得点最終回欄に対角線 (X)、総合得点欄に後攻の総得点とその脇にXを記載するので俗に後攻の"X（エックス）勝ち" / 先攻の"X敗け"と呼ばれる。）として試合を終了する。最終イニングの裏が始まった時点で同じ得点または先攻チームがリードしていたが、裏の攻撃で後攻チームが得点を挙げてリードした状態になった場合は、イニングはアウトの数に関係なくその瞬間に完了する。これをサヨナラゲームと呼ぶ。また、最終回終了後に同じ得点であった場合、これを以って引き分けとする場合を除き試合は延長戦となる。延長戦においては最終回と同様に、後攻チームがリードした時点で直ちに終了し後攻チームの勝利となる。これもサヨナラゲームと呼ぶ。
また、コールドゲームとして試合を打ち切る場合も、試合成立となる規定のイニングまでの成立要件（得点差による場合はかつ規定以上の得点差）を満たしている必要がある。
- 日本プロ野球では5回、アマチュアの多くは7回で試合成立となるので、後攻チームがリードしていれば5 (7) 回表終了時点で試合が成立する。
同点または先攻チームがリードしている場合、後攻チームが同点に追いつくか逆転するか、または3アウトが記録されるまではイニングが成立しない[要出典]。イニングが成立しないままコールドゲームとなった場合、そのイニングの記録は無効となる（ただし、その前の回までの勝敗に影響しない場合の記録は有効となる）。また試合成立に必要な、規定イニングの攻撃が完了せずに試合が打ち切りとなった場合は、ノーゲームとなり、その試合そのものが無効となる。
- 点差によるコールドゲームでは成立イニング以降の表の攻撃終了時点で点差の規定を満たしていればその時点で試合終了となる。また、成立イニング以降の裏の攻撃中にコールド規定の点差を満たした場合には、サヨナラゲームと同様にその時点で試合終了となる（高校野球の地方大会では「5・6回で10点差、7・8回で7点差以上の場合」、社会人野球では「7・8回で10点差以上の場合」に適用されるケースが多い）。同規定は主にアマチュアを中心に採用されているが、高校野球の甲子園全国大会（春・夏とも）、東京六大学野球などの主要大学リーグ、プロ野球では点差によるコールドゲームは採用されておらず、必ず9回まで行われる。
- 日本のプロ野球では試合時間制限を設けていた時期があり、試合開始から一定時間が経過するとその時間が経過した時点でのイニングの完了をもってコールドゲームとなっていた（ただし、1971年以降は、時間制限を理由としたコールドゲームは廃止された）。